# Jumpin’ at the Woodside
Jumpin’ at the Woodside ist eine Jazz-Komposition von Count Basie und den Musikern seiner Band aus dem Jahr 1938. Er wurde zu einem beliebten Jazz-Standard des Swing. 1957 verfasste Jon Hendricks einen Text für sein „Vocalese“-Trio mit Dave Lambert und Annie Ross.

## Der Titel

aus Jumpin’ at the Woodside auf der Tonika

Jumpin’ at the Woodside ist eine riffartige Swingnummer für Big Bands mit 32 Takten, in der Form AABA. Benannt ist das Stück nach dem Hotel Woodside, der damaligen „Absteige“ für Musiker in New York. Count Basie nahm es mit seiner damaligen Band, der u. a. Buck Clayton, Harry Sweets Edison, Dicky Wells, Benny Morton, Herschel Evans und Lester Young angehörten, zum ersten Mal am 22. August 1938 und danach noch mehrere Male auf. Im Dezember erreichte das Stück Rang 11 der Billboard-Charts und blieb vier Wochen in der Hitparade. Es entstand unter mehreren Head Arrangements während der vielen Proben im Hotel Woodside, für die dreimal wöchentlich viel Zeit war, und wurde zuerst als Headarrangement von den Musikern auswendig gespielt. Es war also nicht ausgeschrieben. Es war die typische Arbeitsweise der Band um 1936–37. Jede Bläsersektion hatte  einen Musiker, der die Ideen vorgab, in die die anderen Musiker einfielen, und die während der Proben gezielt verändert wurden. Basie selbst bemerkt, wie erstaunlich gut die Musiker sich alle diese Arrangements merken konnten und wie präzise diese nach den Proben in den Konzerten fast genauso wiedergegeben wurden. Jumpin’ at the Woodside wurde im späteren Verlauf noch einmal von Neal Hefti arrangiert, der sich dabei aber auf jeden Fall klanglich stark auf das Arrangement von 1938 stützte und nicht viel veränderte. Basie behielt das Stück immer im Repertoire.
Der A-Teil, oft in B-Dur, lebt von der Spannung, die das völlig gleichbleibende viertönige Achtelnotenmotiv mit dem Walkingbass in Vierteln aufbaut. Die rhythmisch prägnant eingestreuten Akkorde ändern sich nur auffällig beim Übergang zur Dominante im harmonischen II-V-I Schema. Die ersten vier Takte der Bridge (B-Teil) steuern die Subdominante an, die zweiten vier wieder die Dominante. Das fehlende Thema der Bridge, es ist ad libitum, wird im festen Arrangement z. B. mit stufenweise steigender Bewegung harmonisiert und melodisch mit fallenden Posaunenläufen angereichert.
Die Komposition gehörte zum klassischen Repertoire des Swing und wurde außer den genannten von vielen Musikern des Jazz wie Bob Brookmeyer, Stan Getz, Benny Goodman, Lionel Hampton, Gene Krupa und vielen weiteren Musikern eingespielt. Mit dem späteren Text von Jon Hendricks wurde es auch von den Dave Lambert Singers interpretiert.

## Aufnahme und Veröffentlichung
Die Aufnahmen zu dem Song stammen aus dem Jahr 1938. Sie wurden am 19. August 1938 in New York City aufgenommen. Die B-Seite der Single, Dark rapture wurde am 16. November des gleichen Jahres aufgenommen und die Veröffentlichung erfolgte im Dezember des gleichen Jahres.